# Natalie Steward
Natalie Alwyne Steward (* 30. April 1943 in Pretoria, Südafrika) ist eine ehemalige britische Schwimmerin, die 1960 je eine olympische Silber- und Bronzemedaille gewann.

## Karriere
Als Tochter englischer Eltern in Südafrika geboren zog Natalie Steward mit ihrer Familie nach Bulawayo im damaligen Südrhodesien, wo sie 1956 ihre ersten Wettkämpfe gewann. Natalie Steward nahm an den British Empire and Commonwealth Games 1958 in Cardiff teil, schied aber über 110 Yards Freistil, 110 Yards Rücken und über 110 Yards Schmetterling jeweils im Vorlauf aus.
Bei den olympischen Schwimmwettbewerben 1960 in Rom trat Natalie Steward für das Vereinigte Königreich an. Sie belegte sowohl mit der britischen 4-mal-100-Meter-Freistilstaffel als auch mit der britischen 4-mal-100-Meter-Lagenstaffel den fünften Platz. Über 100 Meter Freistil schwamm sie in Vorlauf, Halbfinale und Finale jeweils die drittschnellste Zeit und erhielt die Bronzemedaille hinter der Australierin Dawn Fraser und Christina von Saltza aus den Vereinigten Staaten. Über 100 Meter Rücken erreichte Steward das Finale mit der viertbesten Zeit. Im Finale siegte Lynn Burke aus den Vereinigten Staaten vor Natalie Steward und der Japanerin Satoko Tanaka.